# USS Joseph P. Kennedy Jr. (DD-850)
O USS Joseph P. Kennedy Jr. (DD-850) era um contratorpedeiro da classe Gearing que pertenceu a Marinha de Guerra dos Estados Unidos. O navio recebeu este nome em honra ao tenente Joseph P. Kennedy Jr., um aviador naval, filho do então embaixador americano no Reino Unido, Joseph P. Kennedy, e irmão mais velho do futuro presidente John F. Kennedy.
O navio serviu, com algumas interrupções para modernização, de 1945 até 1973. Ele participou do cerco e bloqueio naval contra Cuba durante a chamada Crise dos mísseis e participou do resgate das tripulações das missões espaciais Gemini VI-A e Gemini VII. O Joseph P. Kennedy Jr. foi convertido em navio-museu logo após sua aposentadoria e atualmente se encontra no Battleship Cove, em Fall River, Massachusetts.